# Коммунистический союз молодёжи Западной Украины
Коммунистический союз молодёжи Западной Украины, КСМЗУ (укр. Комуністична спілка молоді Західної України, пол. Komunistyczny Związek Młodzieży Zachodniej Ukrainy, KZMZU) — политическая молодёжная организация Западной Украины. КСМЗУ работал под руководством Коммунистической партии Западной Украины (КПЗУ). Пребывал в подполье.
Летом 1920 года первые коммунистические союзы и группы молодёжи создавались в освобождённых Красной Армией от польских интервентов восточных уездах Галичины.
23 октября 1921 года на нелегальной краевой конференции в Станиславе (ныне Ивано-Франковск) был провозглашено о создании Коммунистического союза молодёжи Восточной Галичины (КСМВГ), который в 1923 году переименовали в Коммунистический союз молодёжи Западной Украины (КСМЗУ).
Программными документами были предусмотрены участие комсомольцев в борьбе за национальное и социальное освобождение, за воссоединение с Советской Украиной в составе СССР, борьбу молодёжи за создание единого антифашистского народного фронта, освобождение от польской оккупации, организация широкого движения в защиту СССР на Западной Украине, воспитание западноукраинской молодёжи в духе идей пролетарского интернационализма, распространение коммунистических идей и взглядов.

Предусматривалась также работа комсомольцев в массовых легальных украинских молодёжных организациях и обществах Галичины.
Работа КСМЗУ развивалась при поддержке со стороны комсомольских организаций Советской Украины.
Наибольшее количество сторонников имел среди молодёжи в 1920-е годы. Однако, в 1927—1928 годах КСМЗУ, вместе с КПЗУ, пережили раскол, который значительно ослабил позиции коммунистической молодёжи, в результате острого политического кризиса конца 1920-х — начала 1930-х годов в молодёжном движении, как следствия события в УССР, и, в частности, свёртывания политики «украинизации», коллективизации, репрессий против украинской интеллигенции, голода на Украине 1932—1933 годов, значительная часть украинской молодёжи покинула ряды КСМЗУ и перешла в организации и общества национально-демократического направления или в праворадикальные молодёжные группы.
В декабре 1931 года в Харькове был проведён I съезд Коммунистического Союза молодёжи Западной Украины, на открытии которого присутствовали Станислав Косиор и Николай Скрыпник.
С середины 1930-х годов коммунистическое молодёжное движение оказалось в состоянии самоизоляции, в значительной мере утратило влияние на западноукраинскую молодёжь. Восстановить авторитет и влияние на молодёжь КСМЗУ не удалось по причине фактического уничтожения в 1938 году после обвинения КПЗУ, а с ней и КСМЗУ, исполкомом Коминтерна в национализме и, якобы, проникновении в их руководство «агентов фашизма».
В 1938 году Исполком Коминтерна принял постановление о роспуске Компартии Польши, а вместе с ней и Компартий Западной Украины и Западной Белоруссии, а также и — Коммунистических союзов молодёжи Западной Украины и Западной Белоруссии.
Численный состав КСМЗУ по годам составлял: в 1929—520 членов, в 1930—1040 членов, в 1931—1300 членов, в 1933 — 3900 членов, в 1934—1100 членов, в 1936 — 8000 членов.